# Coupe latine (football)
Pour les articles homonymes, voir Coupe latine.
La Coupe latine est une compétition internationale de football organisée entre 1949 et 1957. Elle se déroulait en fin de saison et mettait aux prises les clubs fraîchement sacrés champions d'Espagne, d'Italie, de France et du Portugal.
La FIFA et l'UEFA ont récemment validé le statut officiel de la Coupe latine, ce qui explique son inscription dans le palmarès du Real Madrid.

## L'épreuve
À de rares occasions, le champion déclina l'offre et le second du championnat était alors convié à disputer l'épreuve. Ce fut le cas lors des forfaits de la Juventus en 1950, de l'OGC Nice en 1951, du FC Barcelone, de l'Inter Milan en 1953, de Benfica en 1955, de la Fiorentina et du FC Porto en 1956. Le tournoi se déroulait alternativement dans les quatre pays concernés avec demi-finales et finales bouclées en quelques jours. La compétition se limitait en fait à deux matchs par club : une demi-finale et une finale de classement. Les vainqueurs des demi-finales s'affrontaient pour le gain du trophée, les perdants se contentant d'une finale pour la troisième place. C'est ce même modèle de compétition qui est repris dès 1957 par le Tournoi de Paris, notamment.
Toutes les quatre éditions, un classement des nations était fait, sur la base des résultats de leurs clubs lors de ces quatre éditions ou « Cycle ».
La compétition disparut avec l'introduction de la Coupe d'Europe des clubs champions.
Le Français Raymond Kopa est le seul joueur à avoir disputé trois finales, et en remportant deux.

## Palmarès

### Finales
| N°                                                       | Date                      | Vainqueur      | Finaliste             | Score                 | Lieu                            | Affluence     |
| -------------------------------------------------------- | ------------------------- | -------------- | --------------------- | --------------------- | ------------------------------- | ------------- |
| 1                                                        | 3 juillet 1949            | FC Barcelone   | Sporting Portugal     | 2 - 1                 | Stade Chamartin, Madrid         | 50 000        |
| 2                                                        | 11 juin 1950 18 juin 1950 | Benfica        | Girondins de Bordeaux | 3 - 3 a.p 2 - 1 b.e.o | Estádio Nacional, Lisbonne      | 30 000 25 000 |
| 3                                                        | 24 juin 1951              | Milan AC       | Lille OSC             | 5 - 0                 | San Siro, Milan                 | 15 000        |
| 4                                                        | 29 juin 1952              | FC Barcelone   | OGC Nice              | 1 - 0                 | Parc des Princes, Paris         | 23 366        |
| 5                                                        | 7 juin 1953               | Stade de Reims | Milan AC              | 3 - 0                 | Estádio Nacional, Lisbonne      | 15 000        |
| pas de Coupe latine en 1954 pour cause de Coupe du monde |                           |                |                       |                       |                                 |               |
| 6                                                        | 26 juin 1955              | Real Madrid    | Stade de Reims        | 2 - 0                 | Parc des Princes, Paris         | 35 776        |
| 7                                                        | 3 juillet 1956            | Milan AC       | Athletic Bilbao       | 3 - 1                 | Arena Civica, Milan             | 25 000        |
| 8                                                        | 23 juin 1957              | Real Madrid    | Benfica               | 1 - 0                 | Stade Santiago Bernabéu, Madrid | 90 000        |

### Bilans
| Nation   | Victoires | Finales perdues |
| -------- | --------- | --------------- |
| Espagne  | 4         | 1               |
| Italie   | 2         | 1               |
| France   | 1         | 4               |
| Portugal | 1         | 2               |

| Club           | Victoires | Années     |
| -------------- | --------- | ---------- |
| Milan AC       | 2         | 1951, 1956 |
| FC Barcelone   | 2         | 1949, 1952 |
| Real Madrid    | 2         | 1955, 1957 |
| Benfica        | 1         | 1950       |
| Stade de Reims | 1         | 1953       |